# Dragutin Gradečak
Dragutin Gradečak (Mihovljan, 15. svibnja 1956.), hrvatski je televizijski i radijski novinar i novinski urednik. 
Osnivač je i dugogodišnji glavni urednik i direktor Radija Kaj, prvoga privatnog radija u Hrvatskoj i prvog radija u Hrvatskoj s regionalnom koncesijom. Osnivač je i glavni urednik Zagorskog tjednika (od 1992. do 1995). U razdoblju od 1975. godine objavio je, s temama iz Hrvatskog zagorja, na tisuće novinarskih tekstova, fotografija i televizijskih te priloga u tiskovinama, od Naše komune (Zlatar Bistrica), preko Krapinskog vjesnika i Zagorskog tjednika, Sportskih novosti do Vjesnika i Večernjeg lista, radijske priloge za Radio Krapina, Radio Zabok, Radio Kaj, Prvi i Drugi program Radio Zagreba i Televizije Zagreb (danas HRT-a), tjedniku Vikend, do zagrebačkog uredništva Tanjuga (danas Hine). Izvješćivao je i s Tjedna kajkavske kulture, Branja grojzdja, Dana kajkavske riječi, Zahvale jeseni u Klanjcu i Tjedna kulture, zabava i sporta.
Suutemeljitelj je glazbenih festivala Pjesma i tambura i Pjesmom do srca, suradnik na Festivalu kajkavskih popevki, festivalu duhovne glazbe Krapinafestu, Igrajte nam mužikaši i Zagorjefestu. Supokretač je turističkih manifestacija »Kajkavci u Lisinskom«, »Ljeto u zagorskim toplicama«, »Mikrofon u loncu« i sadašnje proširene inačice sajma Zagorskog gospodarskog zbora. Sa suradnicima pokretač hrvatskog odgojno-obrazovnog projekta »Dajmo djeci korijene i krila« i projekta glazbene tradicijske kulture »U ozračju KAJ-a«.
Pokretač je ili suorganizator više koncerata tradicijske kulture i narodne baštine poput »Kaj vu duši«, »Zagorci Zagrebu«, »Damače popevke i tanci«, te koncerata u Dubrovniku »Od KAJA do FALE« i »Zagorje Dubrovniku«, kao i suradnik u manifestacijama Krapinsko-zagorske županije (u mandatu župana Željka Kolara) »100% zagorsko u Zagrebu, Rijeci i Vukovaru«, »Štruklijada«, »Babičini kolači« i inih. Čelnik je Društva za kajkavsko kulturno stvaralaštvo iz Krapine.
Dobitnik je Plakete za životno djelo Krapinsko-zagorske županije 2022. i dobitnik Plakete Grada Krapine 2020. za doprinos kulturi i promicanje imena Grada Krapine.